# 1st Live Tour 〜elements〜
1st Live Tour 〜elements〜は、day after tomorrowが2003年に行ったライブ・ツアーである。
大阪の「ON AIR OSAKA」（5月11日）、東京の「赤坂BLITZ」（5月17日）、名古屋の「名古屋ダイアモンドホール」（6月1日）の3ヶ所3公演が行われ、観客総動員約5000人を集めた。
東京でのライブの模様は「DAY ALIVE 〜1st Live Tour 2003 elements〜」として映像化されている。

## 曲目
1. for you
2. naturally
3. prize
4. futurity
5. Losing myself
6. High-Spirit
7. vivace
8. FUNNY DAYs
9. Hello, everybody!
10. faraway

アンコール
1. My faith
2. rosy girl